# فرنسيسكو بيريا
فرنسيسكو بيريا هو سياسي أمريكي، ولد في 9 يناير 1830 في الجمهورية المكسيكية الأولى في المكسيك، وتوفي في 21 مايو 1913 في ألباكركي في الولايات المتحدة. نشط حزبياً في الحزب الجمهوري. وقد انتخب عضو مجلس النواب الأمريكي ‏.